# Skupljen
Skupljen (Servisch: Скупљен) is een plaats in de Servische gemeente Vladimirci. De plaats telt 1030 inwoners (2002).